# Lo show di Patrick Stella
Lo show di Patrick Stella (The Patrick Star Show) è una serie animata statunitense prodotta da Luke Brookshier, Marc Ceccarelli, Andrew Goodman, Kaz, Mr. Lawrence e Vincent Waller.
Spin-off della serie animata SpongeBob ideata da Stephen Hillenburg, la serie ha come protagonista il personaggio di Patrick Stella e viene trasmessa negli Stati Uniti su Nickelodeon dal 9 luglio 2021. In Italia viene trasmessa dal 13 dicembre 2021 su Nickelodeon e dal 13 giugno 2022 su Super!.

## Trama
Patrick Stella gestisce il proprio talk show a casa sua con l'aiuto della sua famiglia.

## Personaggi e doppiatori
- Patrick Stella: Protagonista della serie, è una stella marina rosa. È un tipo goloso, goffo, immaturo, disordinato e pigro. Voce originale di Bill Fagerbakke, italiana di Pietro Ubaldi.
- Cecil Stella: È il padre di Patrick. Voce originale di Patrick Pinney, italiana di Marco Balbi.
- Bunny Stella: È la madre di Patrick. Voce originale di Diane Pershing, Italiana di Dania Cericola.
- Squidina Stella: È la sorella minore (adottiva, in quanto calamaro) di Patrick. Voce originale di Jill Talley, italiana di Marlene De Giovanni.
- NonnoPat Stella: È il nonno paterno di Patrick. Voce originale di Alan Oppenheimer, italiana di Giovanni Battezzato (ep. 1x01-1x08) e Antonio Paiola (ep. 1x09+).
- Ouchie: È l'animale domestico della famiglia di Patrick, un riccio di mare.
- Tinkle: È il secondo animale domestico della famiglia di Patrick, un water vivente.
- Pinkeye: È il terzo animale domestico della famiglia di Patrick, un coniglio di mare.
- Nonna Tentacolo: È la vicina di casa della famiglia di Patrick, nonché nonna di Squiddi. Voce originale di Rosemary Harris, italiana di Patrizio Prata.
- SpongeBob SquarePants: È una spugna gialla. È il migliore amico di Patrick e lavora al Krusty Krab come cuoco friggitore. Voce originale di Tom Kenny, italiana di Claudio Moneta.
- Squiddi Tentacolo: Un burbero polpo, terzo protagonista di questa serie e di quella originale, in cui sta alla cassa del Krusty Krab. Lavora come postino ed abita accanto a Patrick e la sua famiglia. Ha tre brufoli sul naso. Voce originale di Rodger Bumpass, italiana di Mario Scarabelli.
- Sandy Cheeks: Una scoiattolina scienziata che porta gli occhiali. Doppiata in originale da Carolyn Lawrence e in italiano da Laura Brambilla.
- Gary Lumaca: La lumaca domestica di SpongeBob. Miagola.
- Mr. Krab: Un granchio rosso che è morbosamente attratto dal denaro e odia Plankton. Un tempo era marinaio. Il suo nome completo è Eugene Harold Krab. Doppiato in originale da Clancy Brown e in italiano da Mario Zucca.
- Plankton: Un copepode planctonico verde che odia Mr. Krab. Il suo nome completo è Sheldon James Plankton. Doppiato in originale da Mr. Lawrence e in italiano da Riccardo Rovatti.
- Sir Riccio: Un comico. Doppiato in inglese da Dee Bradley Baker e in italiano da Riccardo Rovatti.
- Lumaca Tonta: Un altro comico, del duo di Sir Riccio. Doppiato in inglese da Mr. Lawrence.
- Bubble Bass: Un branzino obeso e pignolo estremamente fastidioso. Doppiato in originale da Dee Bradley Baker e in italiano da Matteo Brusamonti.
- Perla Krab: Una balena figlia di Mr. Krab. Ha la stessa età di SpongeBob e di Squidina. Doppiata da Lori Alan in originale e da Rosa Leo Servidio in italiano.
- Signora Puff: Un pesce palla che insegna a SpongeBob a guidare. Viene disturbata da Patrick in un episodio. Voce inglese di Mary Jo Catlett e voce italiana di Graziella Porta.
- Karen Plankton: Il computer personale di Plankton, programmato con voce femminile. Doppiata in originale da Jill Talley, in italiano da Rosa Leo Servidio.
- Fred Rechid: Uno sgombro che si fa continuamente male alla gamba. Personaggio minore della serie. Doppiato in originale da Mr. Lawrence e in italiano da Luca Bottale.
- Sandals: Un pesce che porta i sandali, da cui prende il nome. Doppiato in originale da Tom Kenny e in italiano da Claudio Moneta.
- Harold: Un pesce blu che ha 40 anni. Il suo nome è lo stesso di Mr. Krab e del padre di SpongeBob. Doppiato in originale da Rodger Bumpass e in italiano da Claudio Moneta.
- Larry Aragosta: Un'aragosta molto muscolosa e forte ed è sempre in mutande. Ha una cotta per Sandy. Snobba SpongeBob in alcuni episodi. Doppiato in lingua inglese da Mr. Lawrence e in italiano da Patrizio Prata.
- Bunny Wunny: Il coniglio di mare domestico di Squiddi.
- Shelley: La vongola di SpongeBob.
- Mr. Doodles: Un verme che vive con Mr. Krab e con Perla. Doppiato da Frank Welker.
- Perch Perkins: Fa il giornalista televisivo del luogo. Doppiato in originale da Mr. Lawrence e in italiano da Matteo De Mojana.
- Waterman & Supervista: Due supereroi sottomarini di cui SpongeBob e Patrick sono fan, sono invece disprezzati da Squiddi e da Mr. Krab. Doppiati in italiano da Antonio Paiola e Diego Sabre.
- Tony Tonno: Antagonista principale di un episodio dove cerca di fare una rapina al Krusty Krab.
- Scooter: Un pesce blu, il migliore amico di Sandals, porta i sandali e ha un metal detector. Doppiato in originale da Tom Kenny e in italiano da Davide Garbolino.
- Billy: Un bambino-pesce che odia Mr. Krab, Patrick, SpongeBob e Squiddi. Ama invece Plankton.
- Nat Peterson: Un pesce giallo, nonché il personaggio ricorrente che appare di più.
- Goofy Goober: Un pesce texano verde acqua travestito da arachide che gestisce la gelateria di Bikini Bottom.
- Sam Stella: Una stella marina gigante che nella prima serie animata svolgeva lo stesso ruolo che svolge Squidina qui. Fa un cameo in un episodio. Doppiata in originale da Bill Fagerbakke e in italiano da Pietro Ubaldi.
- Tom: Un pesce che va matto per il cioccolato.

## Episodi
| Stagione         | Episodi | Prima TV USA  | Prima TV Italia |
| ---------------- | ------- | ------------- | --------------- |
| Prima stagione   | 26      | 2021-2023     | 2021-2023       |
| Seconda stagione | 13      | 2023-2024     | 2024            |
| Terza stagione   | 13      | 2024          | 2024-2025       |
| Quarta stagione  | 13      | 2025-in corso | 2025-in corso   |

## Opere derivate

### Videogiochi
Il 31 luglio 2024 è stato trapelato sul sito di un rivenditore sloveno il gioco The Patrick Star Game, che in Europa è uscito il 4 ottobre 2024. È un videogioco open world con Patrick come protagonista.